# Circuito de Aintree

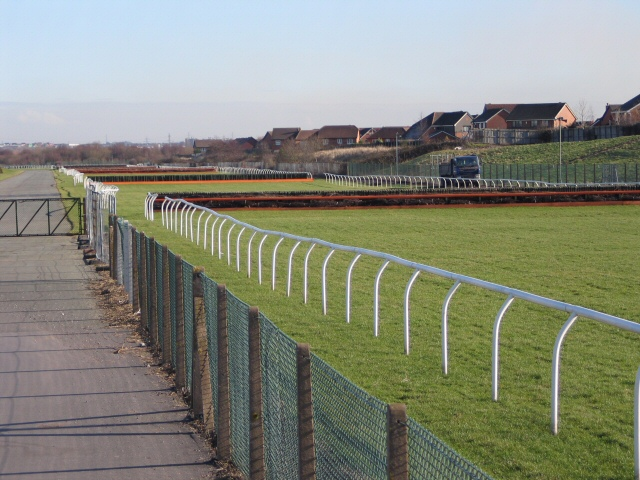
Aintree Racecourse: pista com obstáculos (fences)

O Aintree Racecourse está localizado na cidade de Aintree, Merseyside, Inglaterra. Lá atualmente em abril disputa-se o Grand National, competição de steeplechase (corrida de cavalos com obstáculos) das mais tradicionais e antigas do turfe inglês nesta modalidade.

## Circuito automobilístico de Aintree
O Circuito de Aintree de automobilismo existiu com destaque entre meados da década de 1950 e meados da década de 1960. Foi palco de cinco Grande Prêmio da Grã-Bretanha de Fórmula 1 entre 1955 a 1962. Exceções em: 1956, 1958 e 1960 que foi realizado em Silverstone. Aintree utilizava as mesmas tribunas principais da corrida de cavalos. Uma versão menor do circuito ainda é utilizada para vários eventos, apesar das corridas de carro terem deixado de ser realizadas em 1982.

## Vencedores de GPs de F1 em Aintree
| Ano               | Vencedor                   | Equipe        | Resumo   |
| ----------------- | -------------------------- | ------------- | -------- |
| 1955              | Stirling Moss              | Mercedes      | Detalhes |
| Não houve em 1956 |                            |               |          |
| 1957              | Stirling Moss Tony Brooks1 | Vanwall       | Detalhes |
| Não houve em 1958 |                            |               |          |
| 1959              | Jack Brabham               | Cooper-Climax | Detalhes |
| Não houve em 1960 |                            |               |          |
| 1961              | Wolfgang von Trips         | Ferrari       | Detalhes |
| 1962              | Jim Clark                  | Lotus-Climax  | Detalhes |

↑1  Em dupla